# ホールフーズ・マーケット

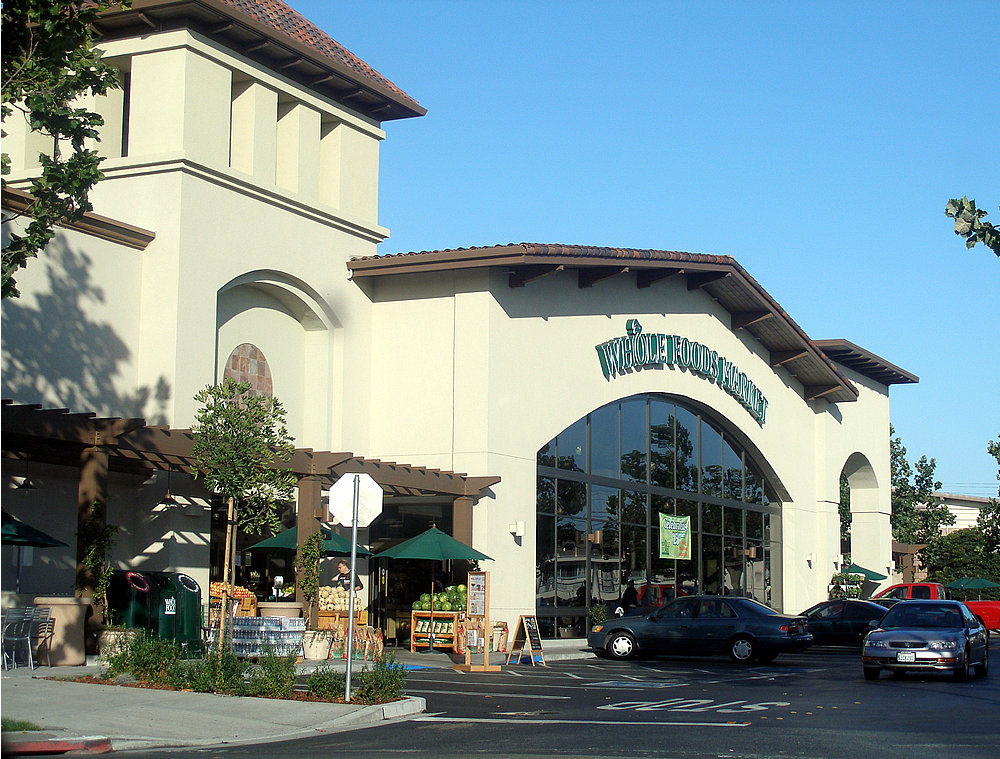
ホールフーズ・マーケット

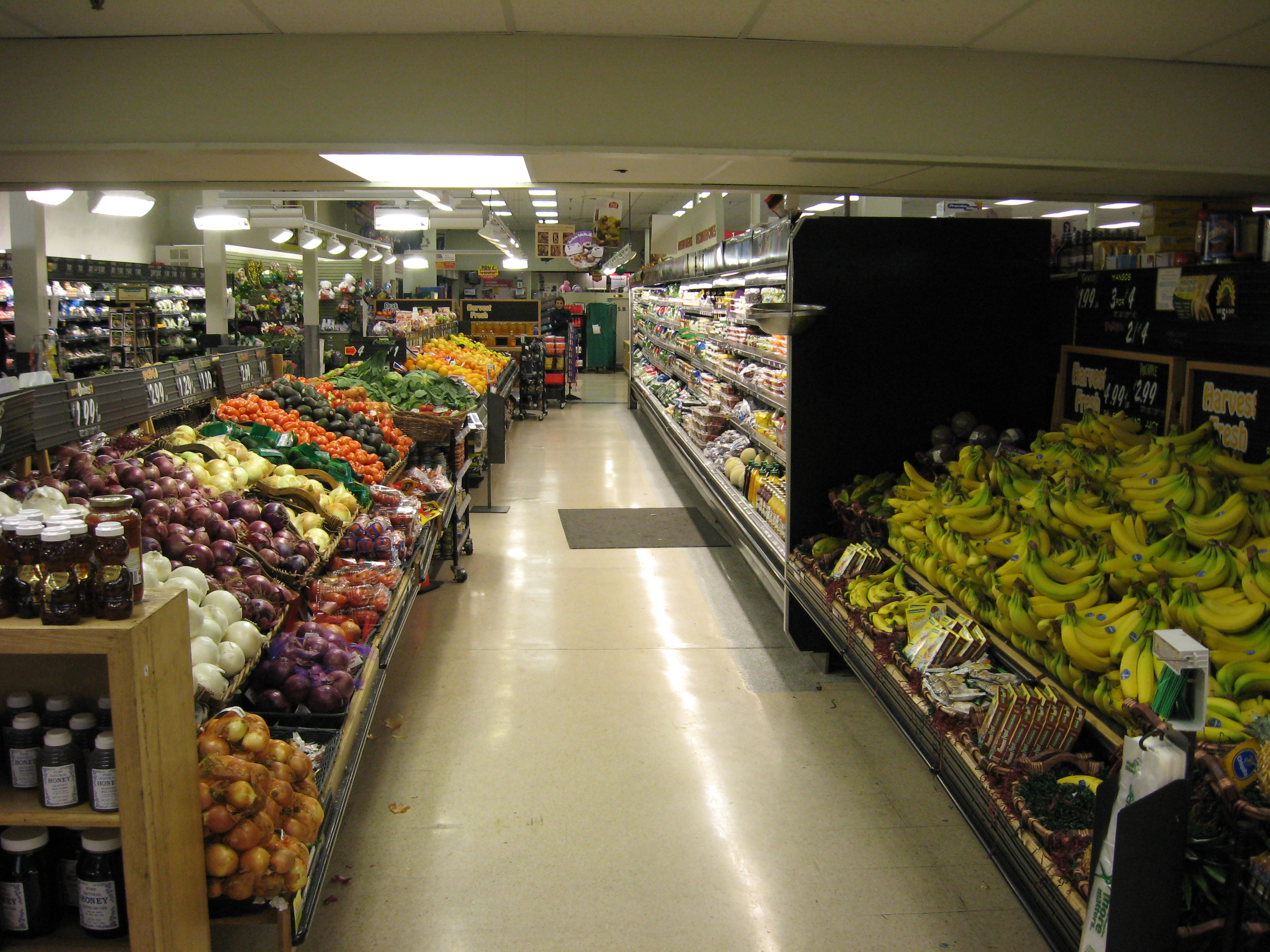
店内の一例（ニューオーリンズ）

ホールフーズ・マーケット（英: Whole Foods Market, Inc.）は、テキサス州オースティンを本拠とする、アメリカ合衆国のグロサリー・ストア（食料品スーパーマーケット）チェーンである。
アメリカ合衆国を中心に、カナダとイギリスを含めて、合計270店舗以上を展開（2007年9月現在）する。グルメ・フード、自然食品、オーガニック・フード、ベジタリアン・フード、輸入食品、各種ワイン、ユニークな冷凍食品も品揃えし、いわゆる「グルメ・スーパーマーケット」と呼ばれる比較的高級志向の食料品小売店に分類されている。

## 歴史
1978年、当時25歳の大学中退者ジョン・マッキー（John Mackey）と恋人のRene Lawson（当時21歳）が、家族から借りた資金45,000米ドルで開店した小さな自然食品店「セイファー・ウェイ（SaferWay）」（名称は、当時オースチンにも開業した大規模スーパーマーケット・チェーン「セイフウェイ（Safeway）」をもじったもの）が始まりである。
その2年後、さらなるパートナー達の経営する「Clarksville Natural Grocery」との合併により、1980年9月20日、面積12,500平方フィート、従業員19名の自然食品店「ホールフーズ・マーケット」が初めて開店した。
1984年以降、ヒューストン、ダラス、ニューオーリンズに店舗を広げ、1989年にはカリフォルニア州・パロアルトにアメリカ合衆国西海岸における1号店を開店した。その後、多くの競合自然食品スーパーマーケットを買収しつつ全米各地に店舗網を拡大し、2001年にはニューヨーク市・マンハッタンにも出店した。2002年には、カナダ・トロントに出店、2007年からはハワイにも店舗展開を開始している。
2004年には、イギリスの小売店の買収により同国にも進出している。2007年6月には、ロンドンのケンジントン地区に大型店舗を開店した。
2017年6月にAmazon.comがホールフーズ・マーケットを137億ドルで買収すると発表し、2017年8月28日に買収が完了した。買収に伴い上場廃止された(NASDAQ:WFM)。

## アマゾンとの連携
チェース・マンハッタンの発行するAmazonブランドのVISAカードでホールフーズ・マーケットで買い物をすると、アマゾンのサイトでの買い物と同様に、通常のカード会員でも3%のキャッシュバックが受けられ、アマゾン・プライム会員は5%のキャッシュバックの対象となる。さらに、アマゾン・プライム会員はその時々のホールフーズ・マーケットの商品の10%割引も享受できる。また一部の店舗ではAmazonロッカーが設置されている。